# 新维利文斯基
新维利文斯基（羅馬化：Novovilʹvenskiy）是俄罗斯彼尔姆边疆区的市级镇，属戈尔诺扎沃茨克区，地处彼尔姆边疆区东部，位于卡马河流域乌西瓦河一支流维利瓦河畔，在区行政中心戈尔诺扎沃茨克及边疆区首府彼尔姆东北方。
该地2022年人口有13人；2010年人口177；2002年人口421；1989年人口1,066。